# Нова резиденція (Бамберг)

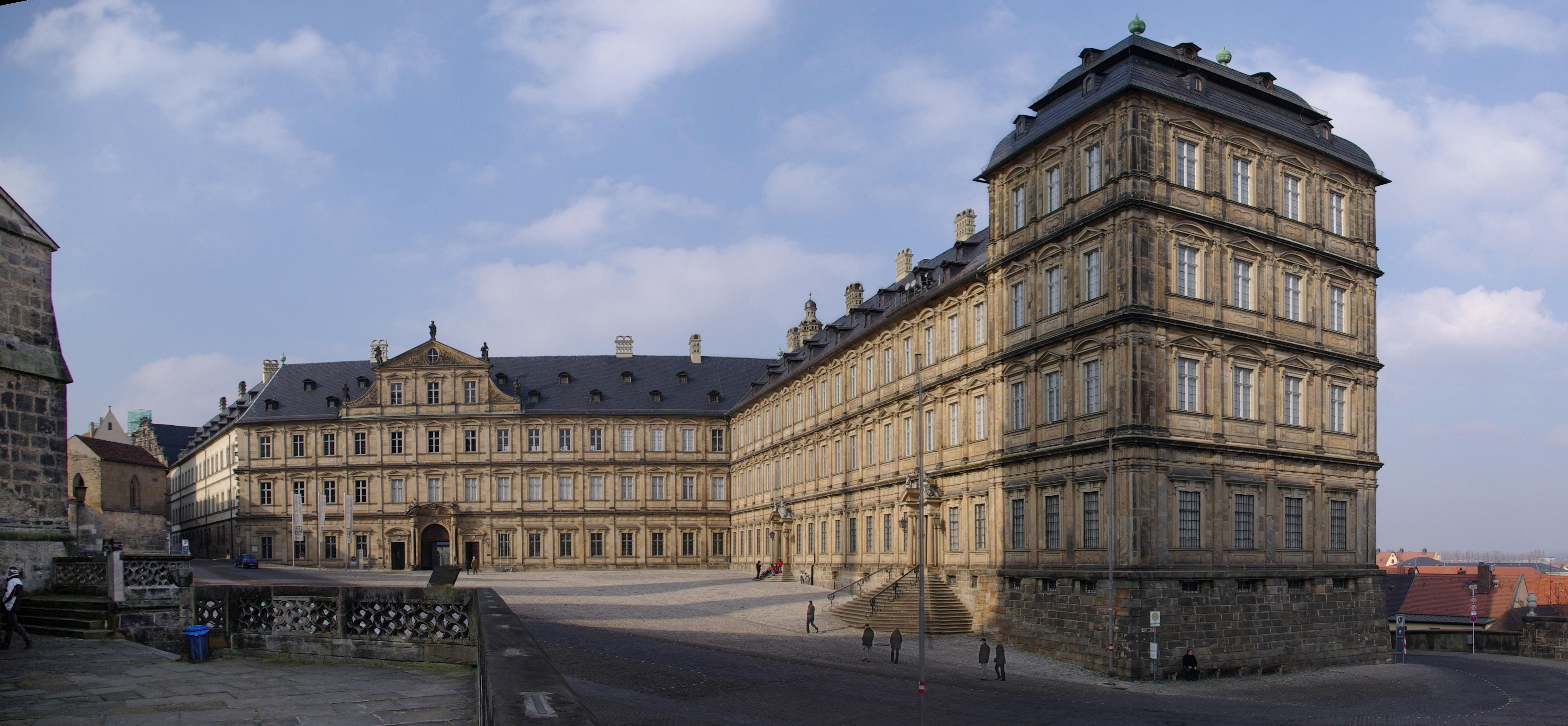
Нова резиденція, павільйон Vierzehnheiligen

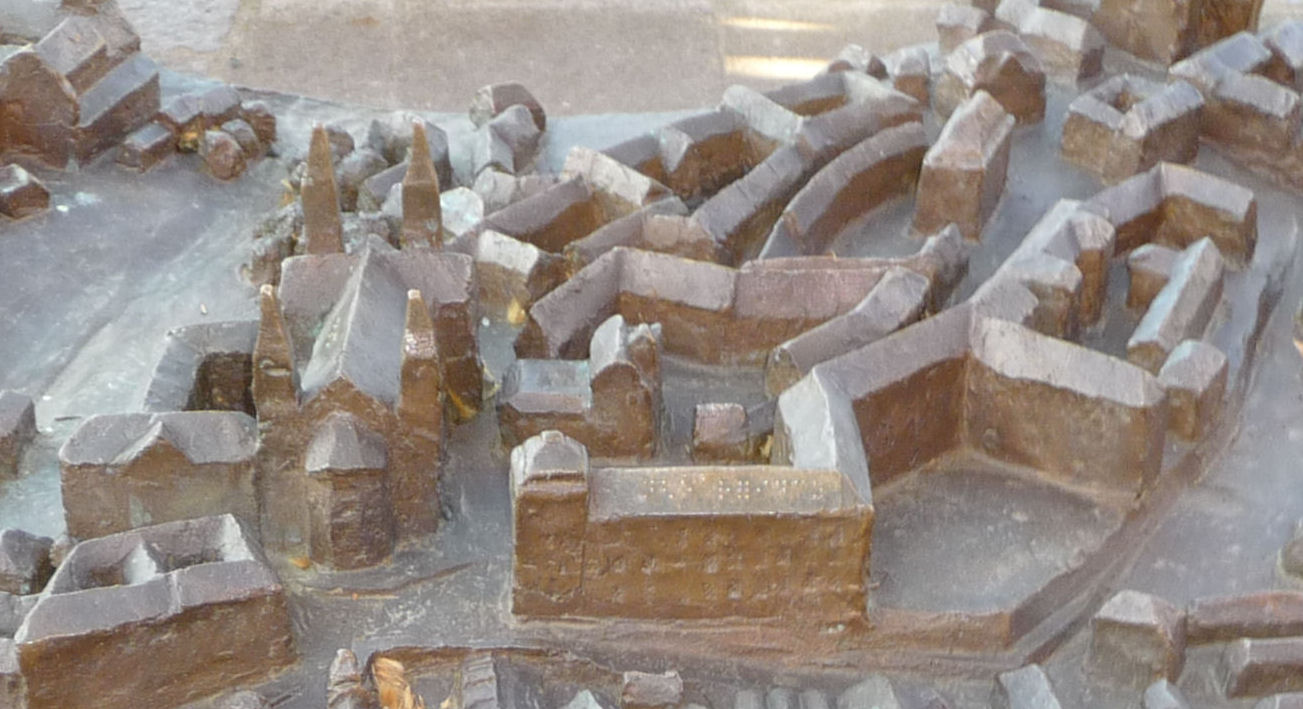
Нова резиденція на макеті

49°53′30″ пн. ш. 10°52′57″ сх. д. / 49.891666666667° пн. ш. 10.8825° сх. д.
Нова резиденція — одна з історичних будівель на соборній площі у Бамберзі, Верхня Франконія. З 1604 року була єпископською резиденцією князів-єпископів Бамберга, замінивши в цій функції Старий двір на іншому боці площі. Сьогодні в комплексі розташовані Державна бібліотека та Державна галерея Бамберга. З розарію Нової резиденції відкривається вид на Михайлівську церкву та дахи міста.

## Історія
Нова резиденція, що складається з чотирьох крил, побудована двома етапами. Спершу зробили задню частину в стилі ренесансу. Будівля мала два крила і споруджувалася під керівництвом князя-єпископа Йоганна Філіпа фон Гебзаттеля, починаючи з 1604 року. Між 1697 і 1703 роками принц-єпископ Лотар Франц фон Шенборн збудував передню частину резиденції в стилі бароко за планами архітектора Леонгарда Дінтценгофера. Від запланованого великого будівництва йому довелося відмовитися через брак коштів; про незавершене планування свідчать камені на вході на соборну площу на вулиці Обере Кароліненштрассе
Після секуляризації в Баварії будівля служила королівською резиденцією з 1803 року. Тут жили Вільгельм (з 1799 р. перший герцог Баварії), Максиміліан II (1848—1864 рр., король Баварії) і Отто фон Віттельсбах (1832—1862 рр., перший король Греції). Отто повернувся у вигнання до Баварії разом зі своєю дружиною Амалією, де вони жили з червня 1863 року до своєї смерті в колишній резиденції князя-єпископа в Бамберзі.
1 червня 1815 року Бамберзька резиденція стала ареною одного з останніх епізодів наполеонівської ери: Луї-Олександр Бертьє, маршал Наполеона, знайшов там свою смерть, випавши з одного з верхніх вікон. Він обрав самогубство, бо не хотів потрапити в руки російської армії, що наближалася. Меморіальна дошка в центрі Residenzstraße вшановує цю подію.
Нова резиденція на короткий час знову стала ареною історії Баварії, коли в 1919 році обраний уряд під керівництвом прем'єр-міністра Гофмана та парламент землі переїхали до Бамберга. Першу демократичну конституцію Баварії утвердили в Дзеркальному залі Гармонії на Шіллерплац.

## Сьогодення

### Парадні зали
У резиденції є понад 40 парадних зал, таких як Мармурова зала, Дзеркальна кімната (кожна з ліпниною Антоніо Боссі) та Імператорська зала. Одна з найважливіших пам'яток мистецтва пізнього бароко у Франконії — Імператорська зала — розташована на другому поверсі центрального крила. Його стелі та стіни прикрасив фресками в 1707/1709 рр. Мельхіор Штайдль у стилі П'єтро да Кортона. Стеля оформлена як тромплей. Всього на стінах 16 імператорських портретів. За винятком одного портрета на повен зріст, всі вони є імператорами з дому Габсбургів. Рід предків хронологічно починається від Генріха II зі знатного роду Оттонів. Завершується серія портретів Леопольдом I та Йосифом I. Це були імператори, які правили під час будівництва барокової резиденції.
Біла зала спочатку служила палатами великого маршала. Тут відвідувачі чекали, поки почнеться аудієнція. У 1772 році граф фон Зайнсгайм переобладнав залу в представницьку їдальню.
Передпокій (antichambre) мав у придворному церемоніалі XVIII ст. важливу функцію. Це була остання кімната перед залою для аудієнцій. Його прикрашають цінні гобелени. Розпис на стелі відображає частину міфологічної історії Енея. Він простягається від їдальні до китайського кабінету. Нинішні меблі свідчать про його використання як салон приблизно в 1900 році.

Чудовим зразком мебльового мистецтва є китайська шафа з китайським лаковим розписом. Дерев'яна обшивка досі повністю збереглася в первозданному вигляді. У кімнаті — коштовна інкрустована підлога. Можна побачити численні китайські керамічні вироби. У цій кімнаті стоїть письмовий стіл князя-єпископа Адама Фрідріха фон Зайнсгайма, шедевр столярних майстрів пізнього рококо.

Парадні зали на першому та другому поверхах
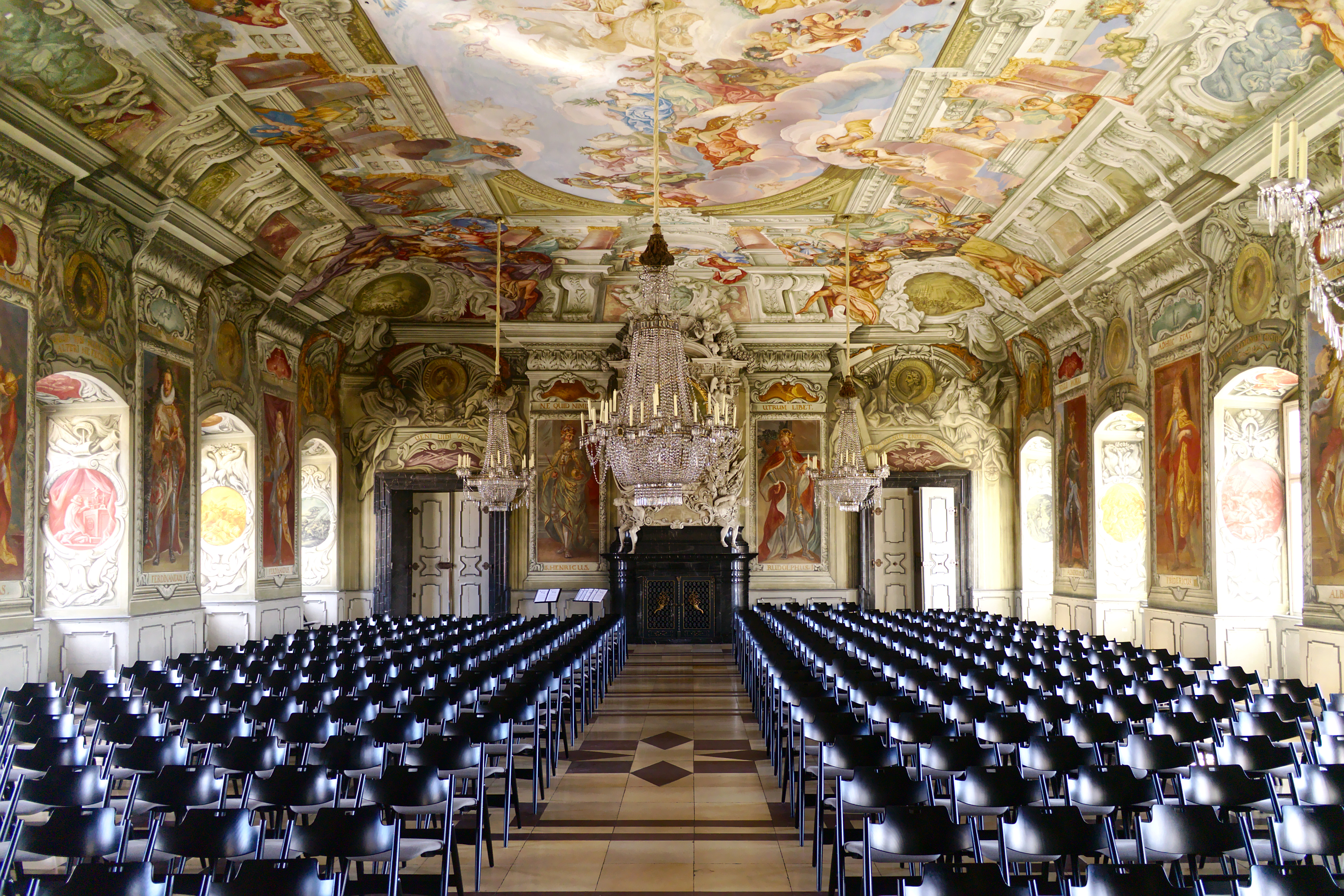
Імператорська зала
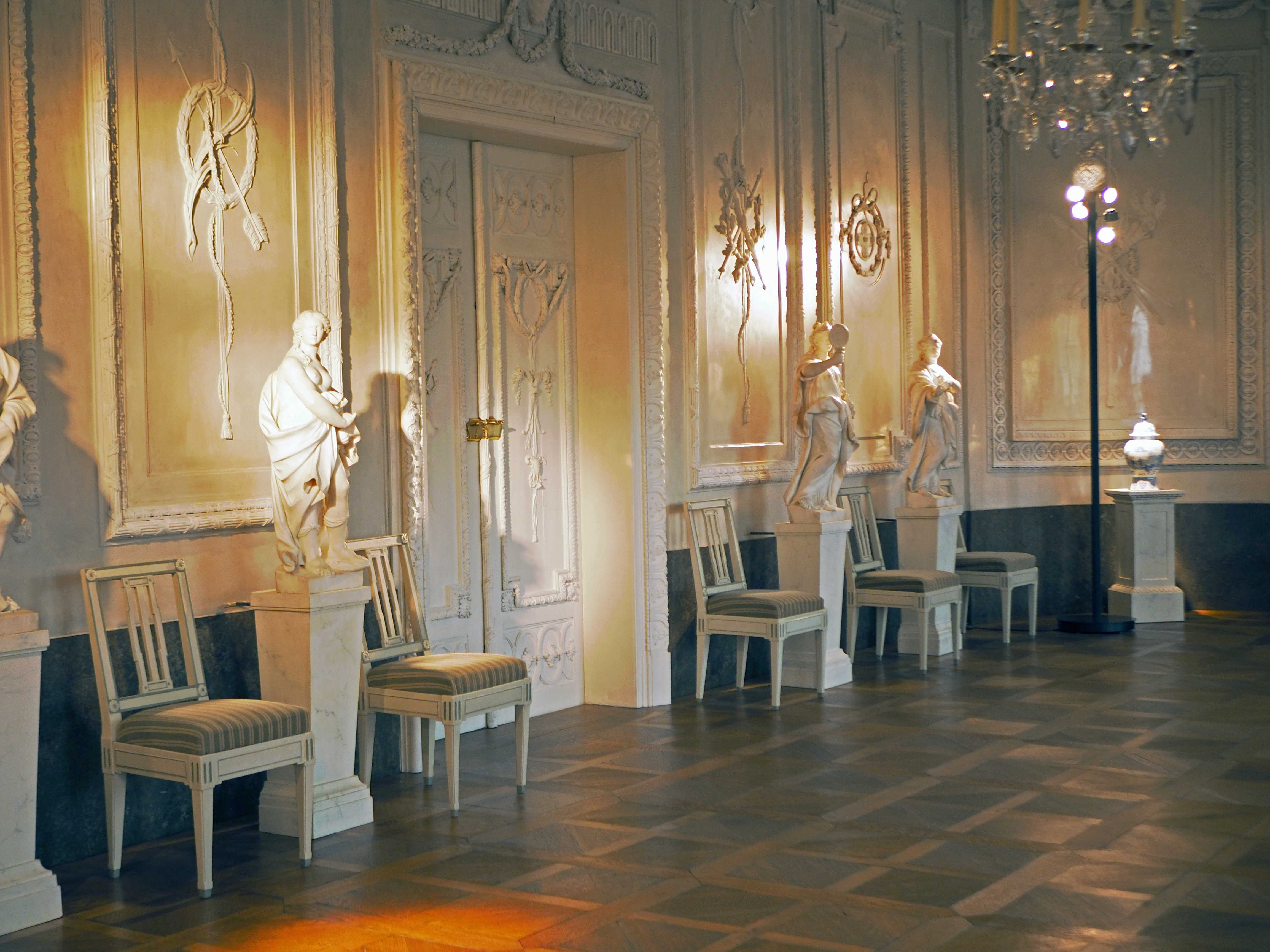
Біла зала
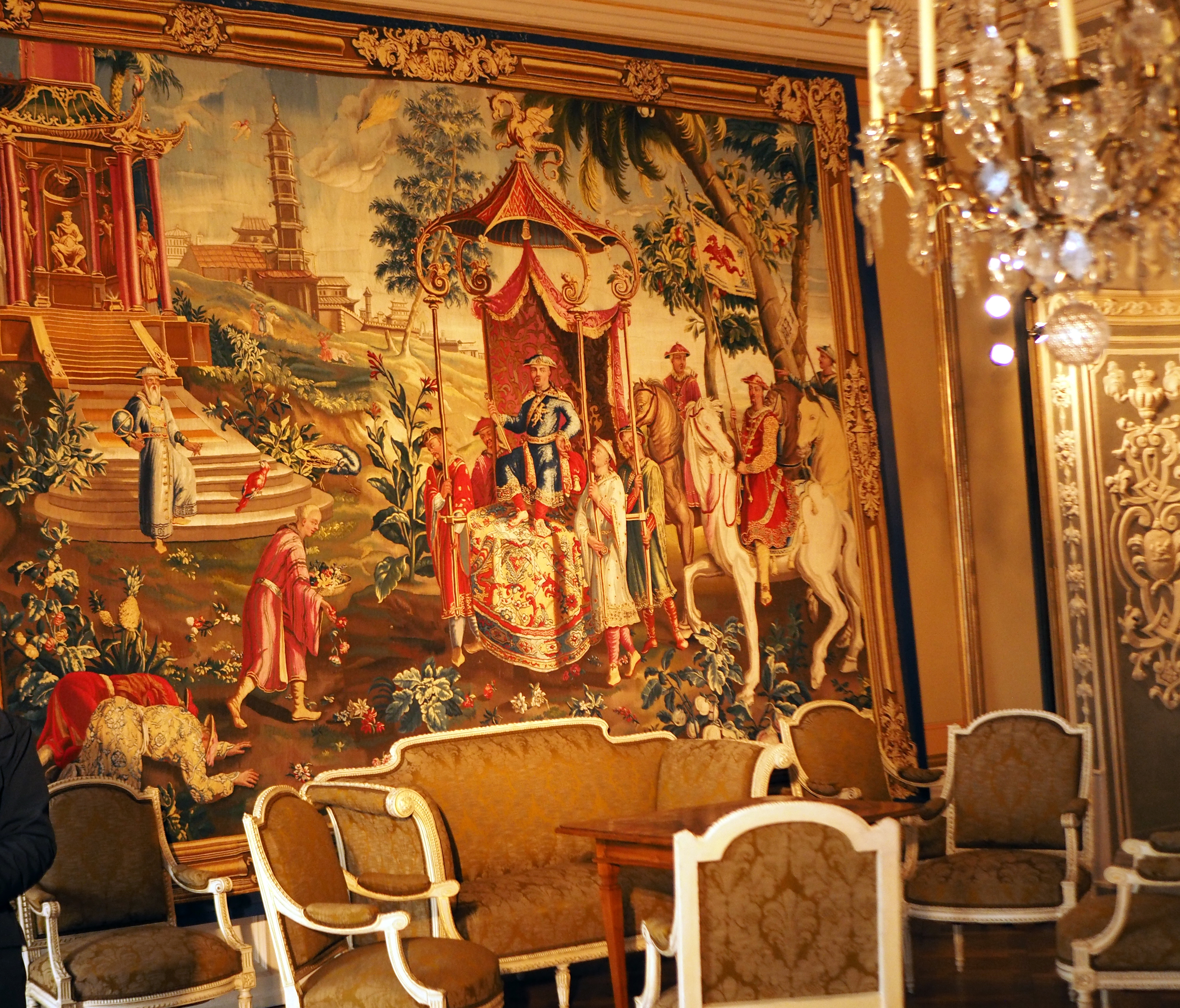
Передпокій
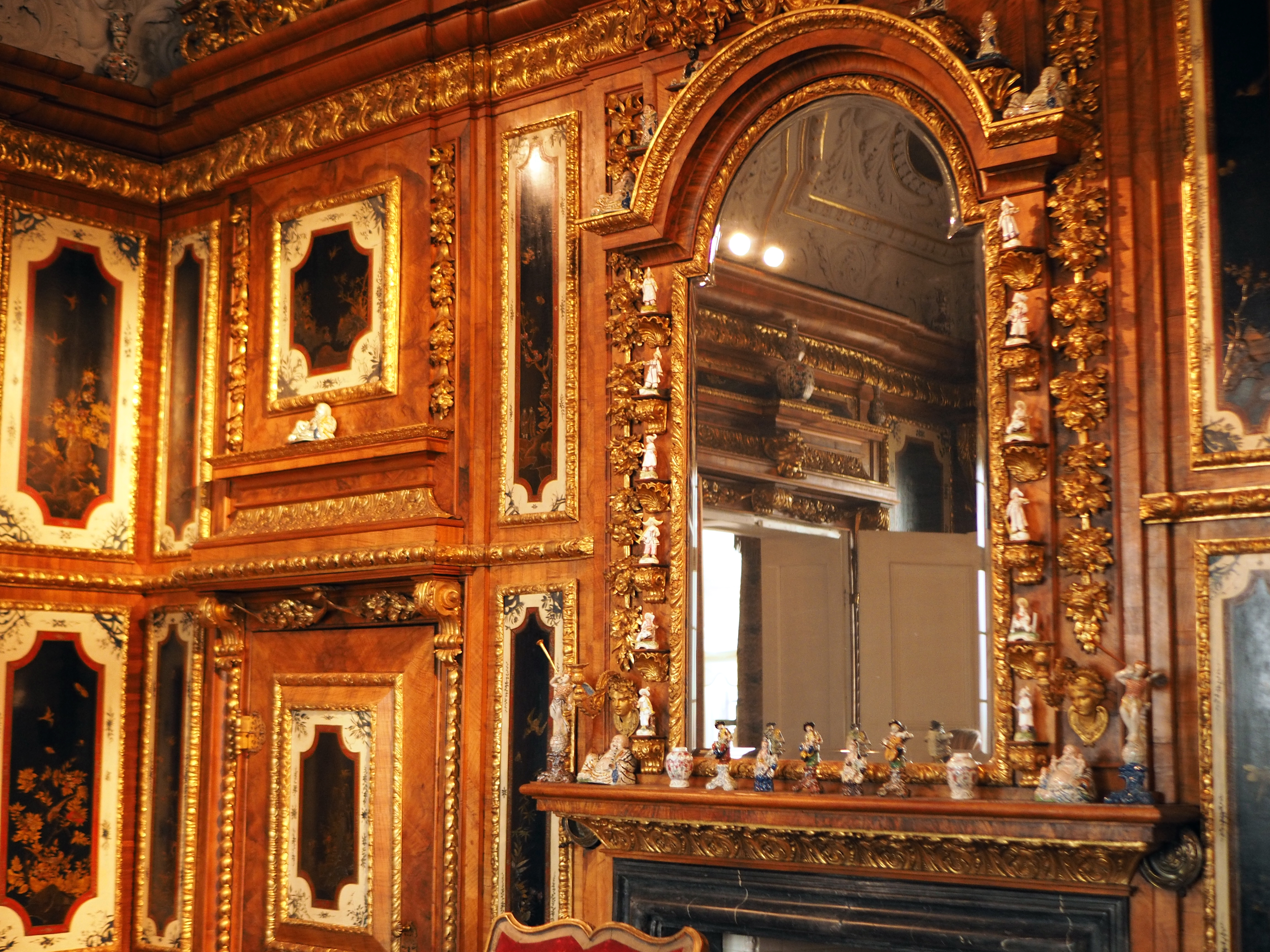
Китайський кабінет
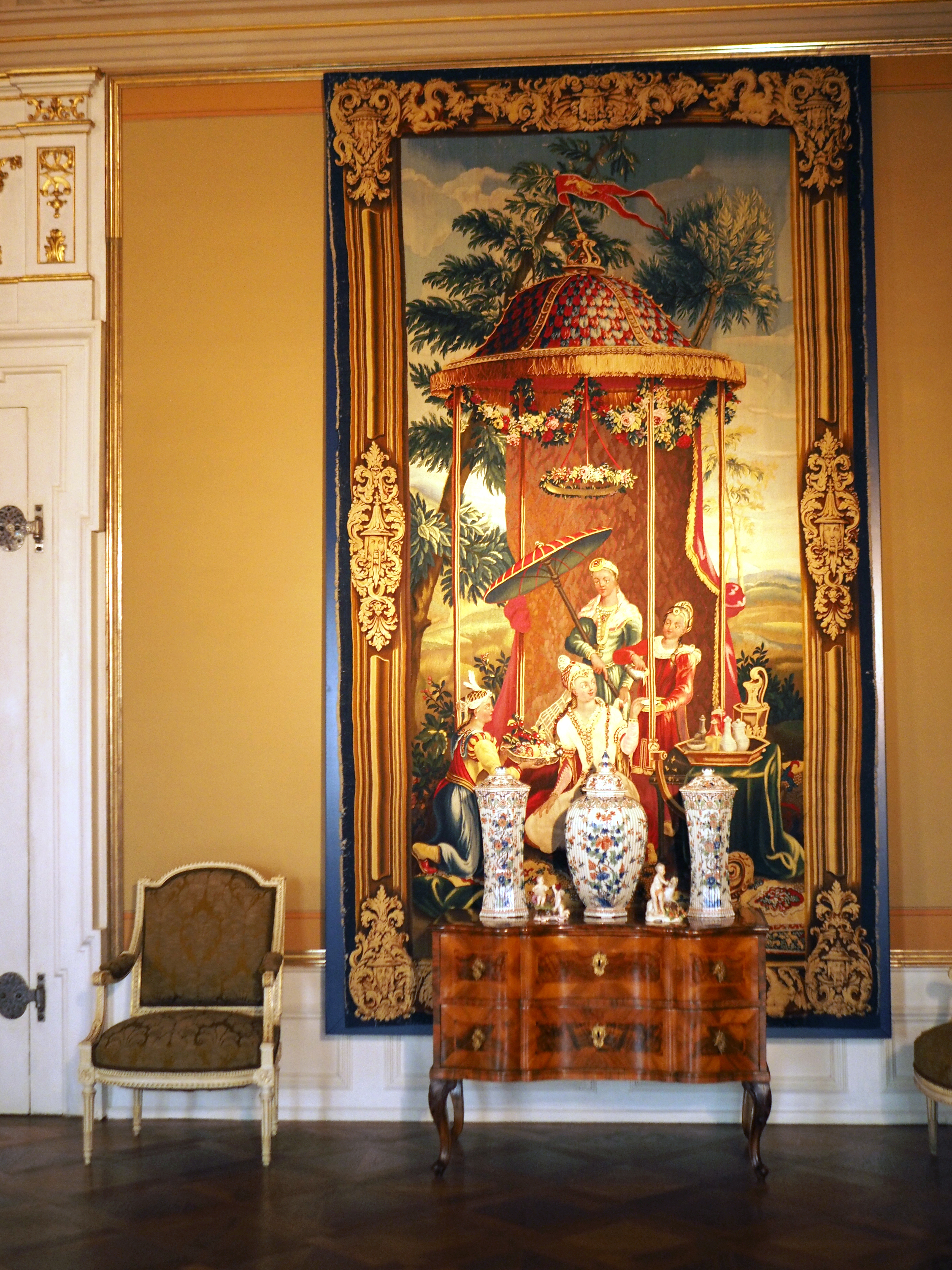
Китайський кабінет

### Державна бібліотека
Державна бібліотека Бамберга розташована в східному крилі Нової резиденції з 1965 року.

### Державна галерея

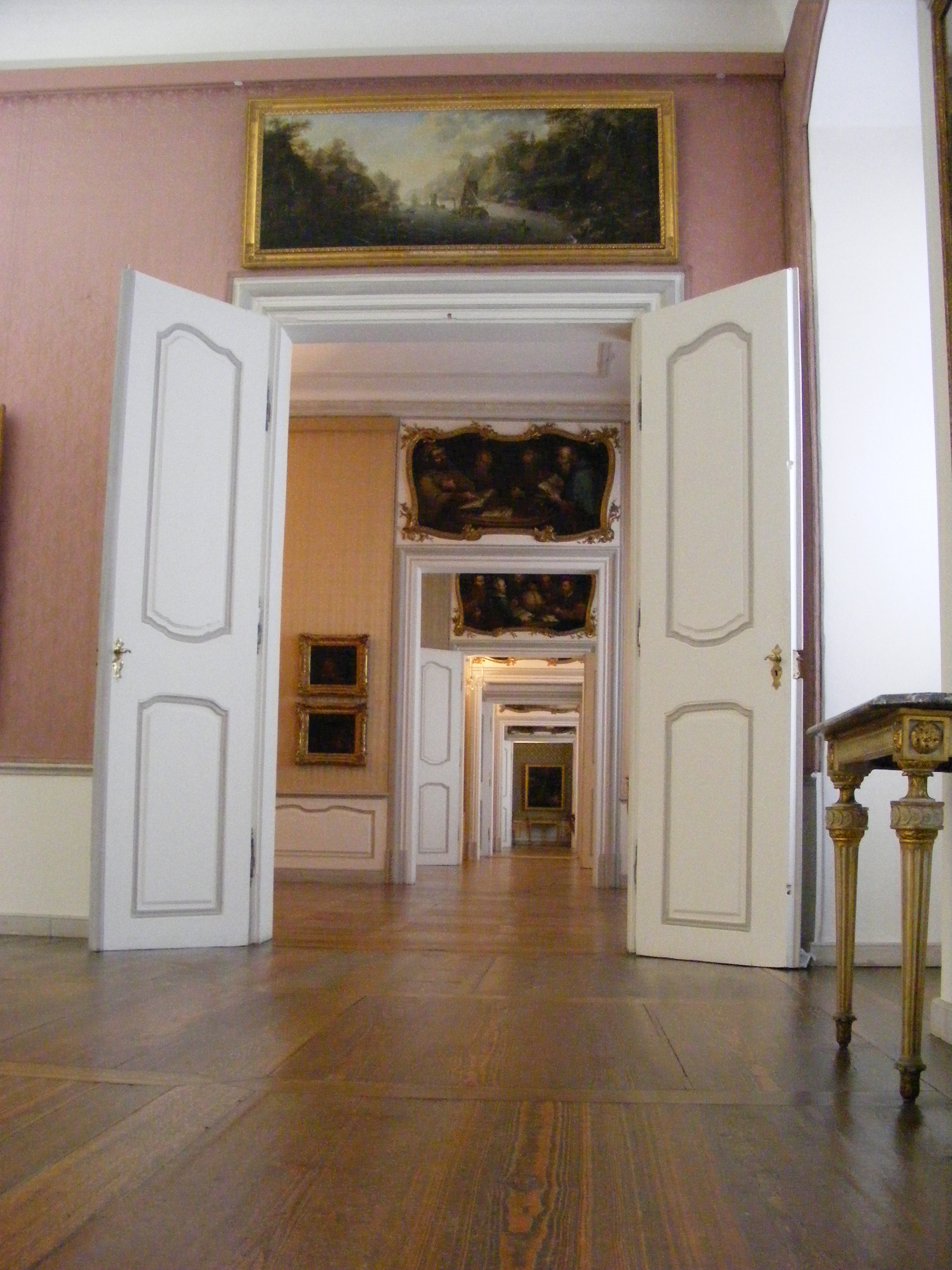
Державна галерея, відділ давньонімецького живопису

Державна галерея в Новій резиденції є філією Баварської державної колекції живопису. З 1933 року численні важливі картини з муніципальної колекції (нині музеї міста Бамберг) передали до Державної галереї в новій резиденції Бамберг, коли вирішили розпустити муніципальну колекцію мистецтва або картинну галерею на Міхельсберзі. На виставці представлені шедеври давнього німецького живопису, а також європейського, особливо голландського, барокового живопису. Найвідоміші картини в колекції включають картину Ганса Бальдунга Ґріна «Потоп» і кілька робіт Лукаса Кранаха Старшого, які належать місту Бамберг. У бароковій галереї заслуговують на увагу роботи Яна Лівенса, надворі бамберзьких художників Маркварда, Ніколауса та Йоганна Крістофа Треу, а також картини Йоганна Купецького.

Галерея картин
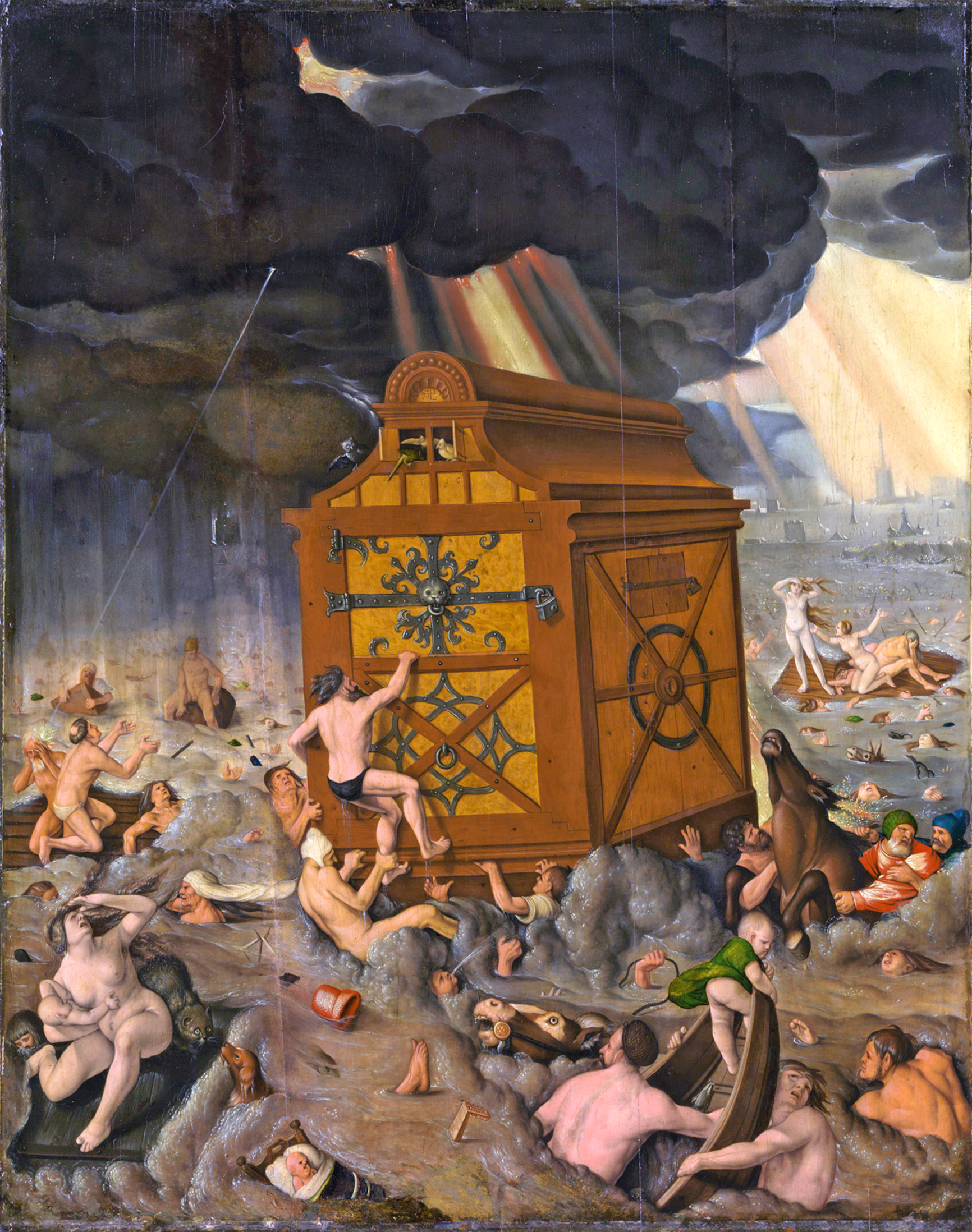
Ганс Бальдунг «Потоп» (1516), Музеї міста Бамберг, інв. № 2
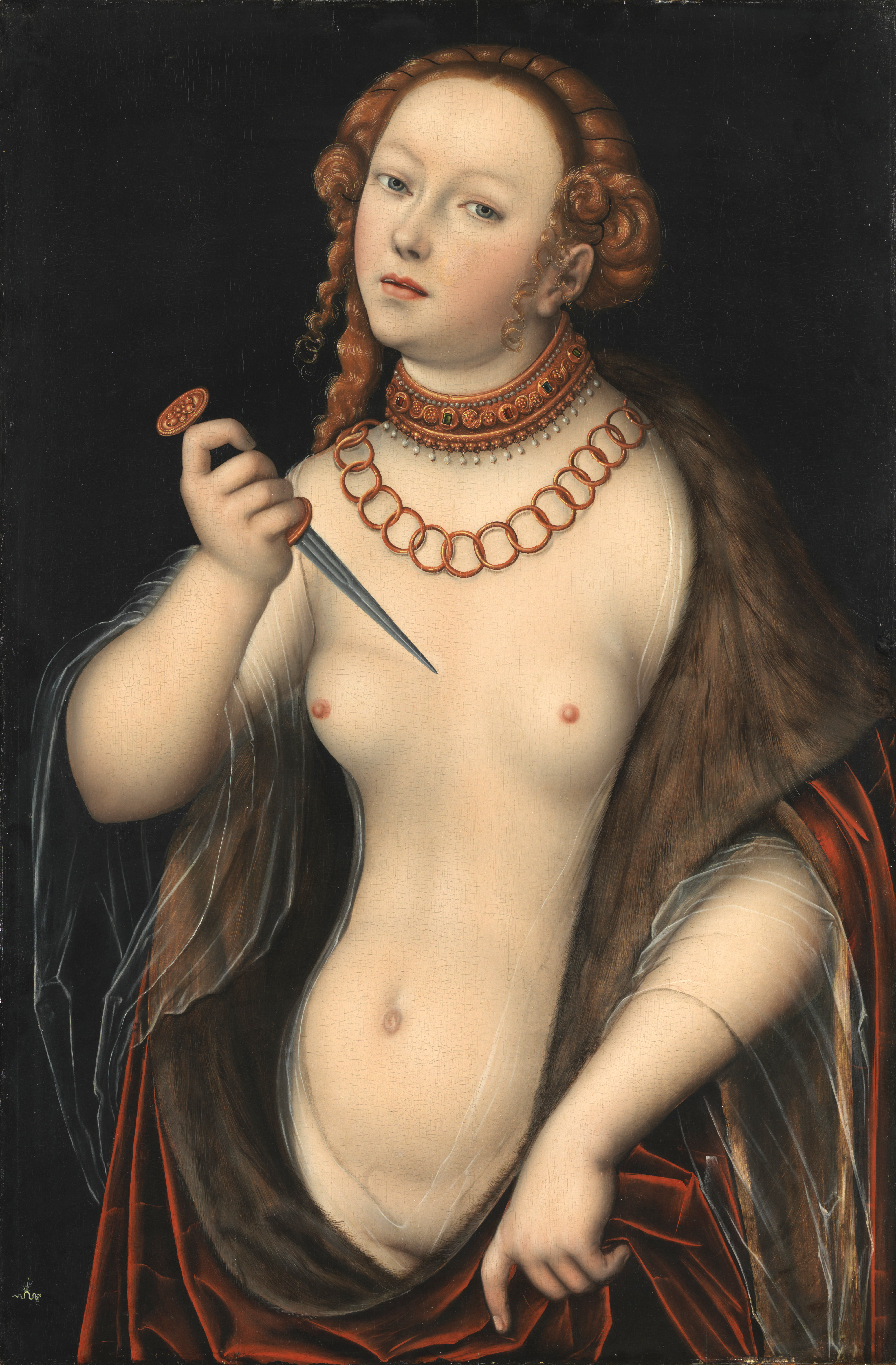
Лукас Кранах Старший, Самогубство Лукреції (1525–1550)
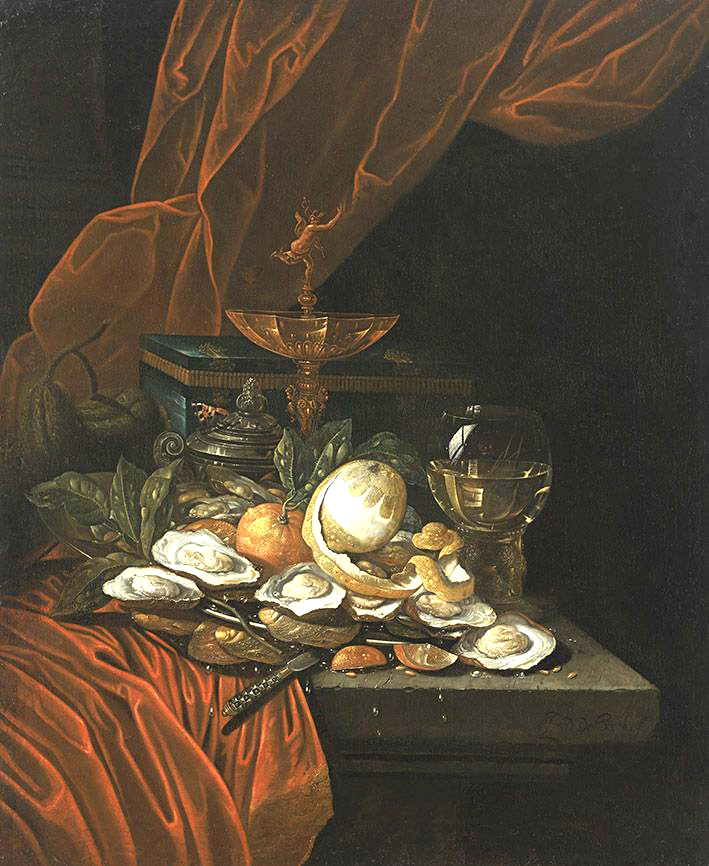
Ян Девідс де Хем, Натюрморт

### Розарій

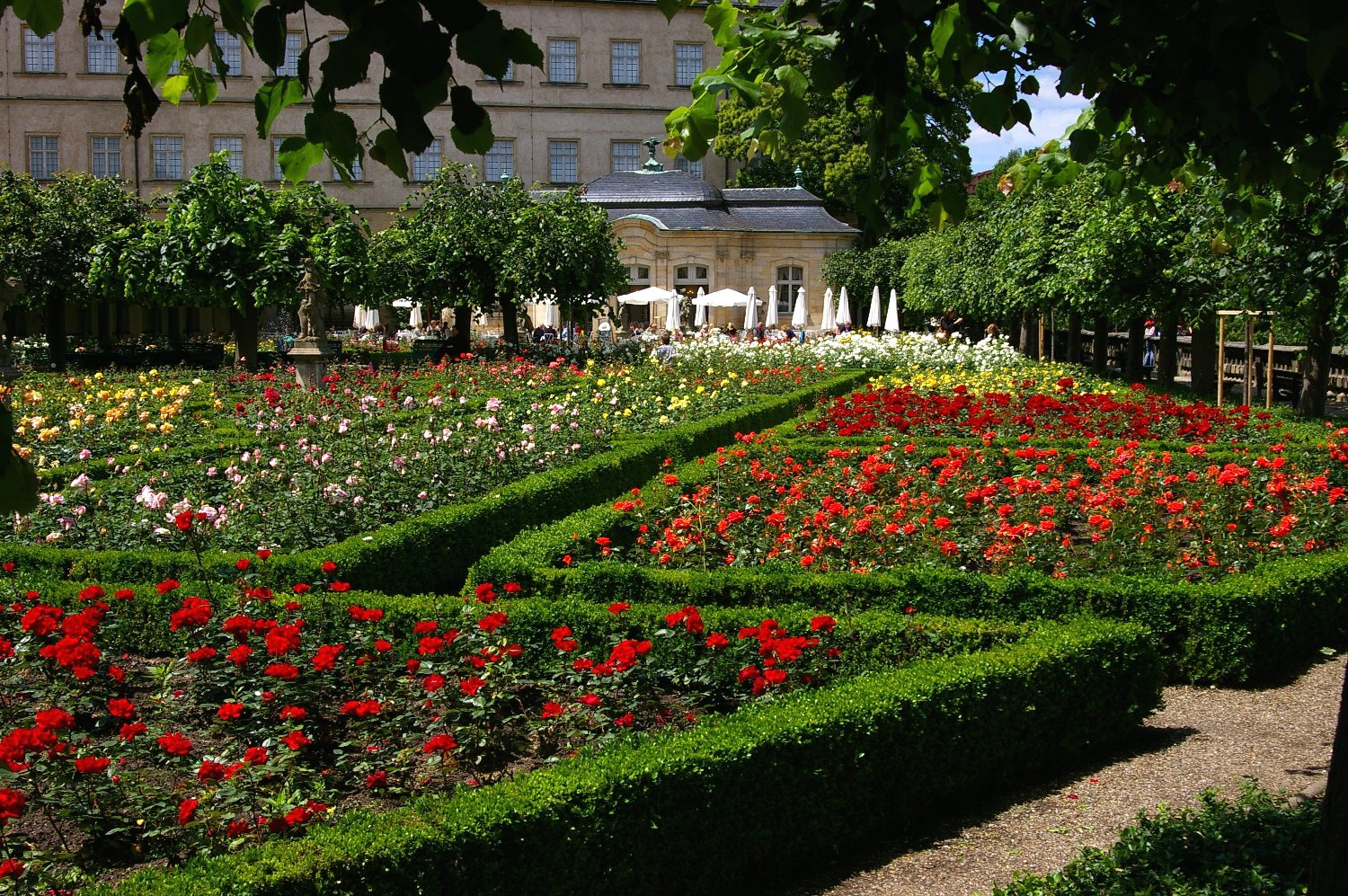
Трояндовий сад у травні

Розарій між крилами резиденції є місцем відпочинку для жителів та гостей міста. З нього відкривається вид на схід на міський пейзаж і пагорби Юра.
До створення розарію на цьому місці у 16 столітті був ренесансний сад, який у 1733 році перетворили на сад у стилі бароко за часів князя-єпископа Фрідріха Карла фон Шенборна. Розпланувати сад доручили майстрові-архітектору Бальтазару Нойманну. Майстер-архітектор Йоганн Якоб Міхаель Кюхель спроєктував садовий павільйон у стилі рококо. Скульптури на тему античної міфології (датовані 1760 та 1761 роками) створив Фердинанд Тіц.

4500 кущів троянд цвітуть на грядках, оточених живоплотом. Пам'ятник Оттону I та його дружині Амалії з написом грецькою та німецькою мовами розташований у глухій арці стіни.

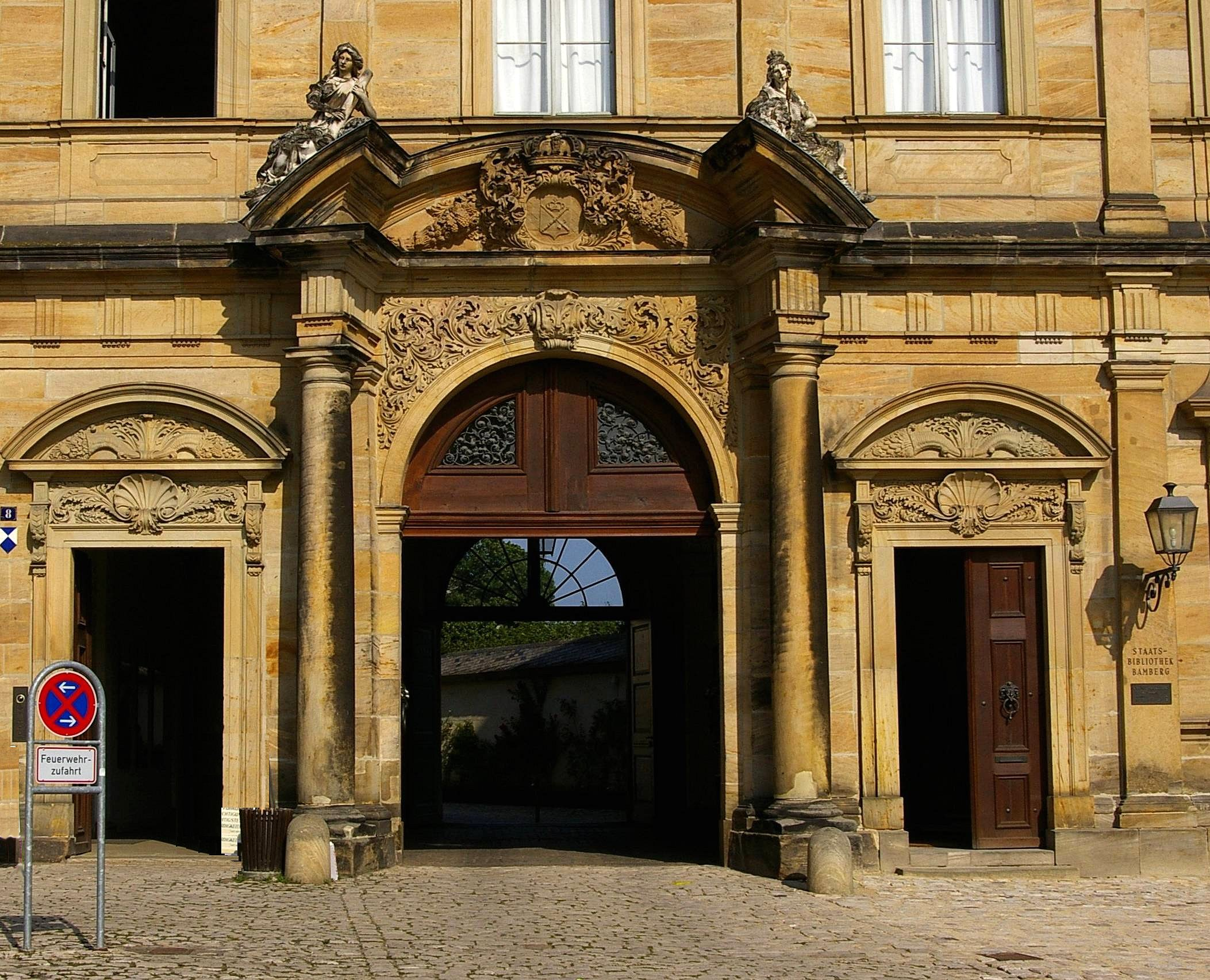
Головний портал
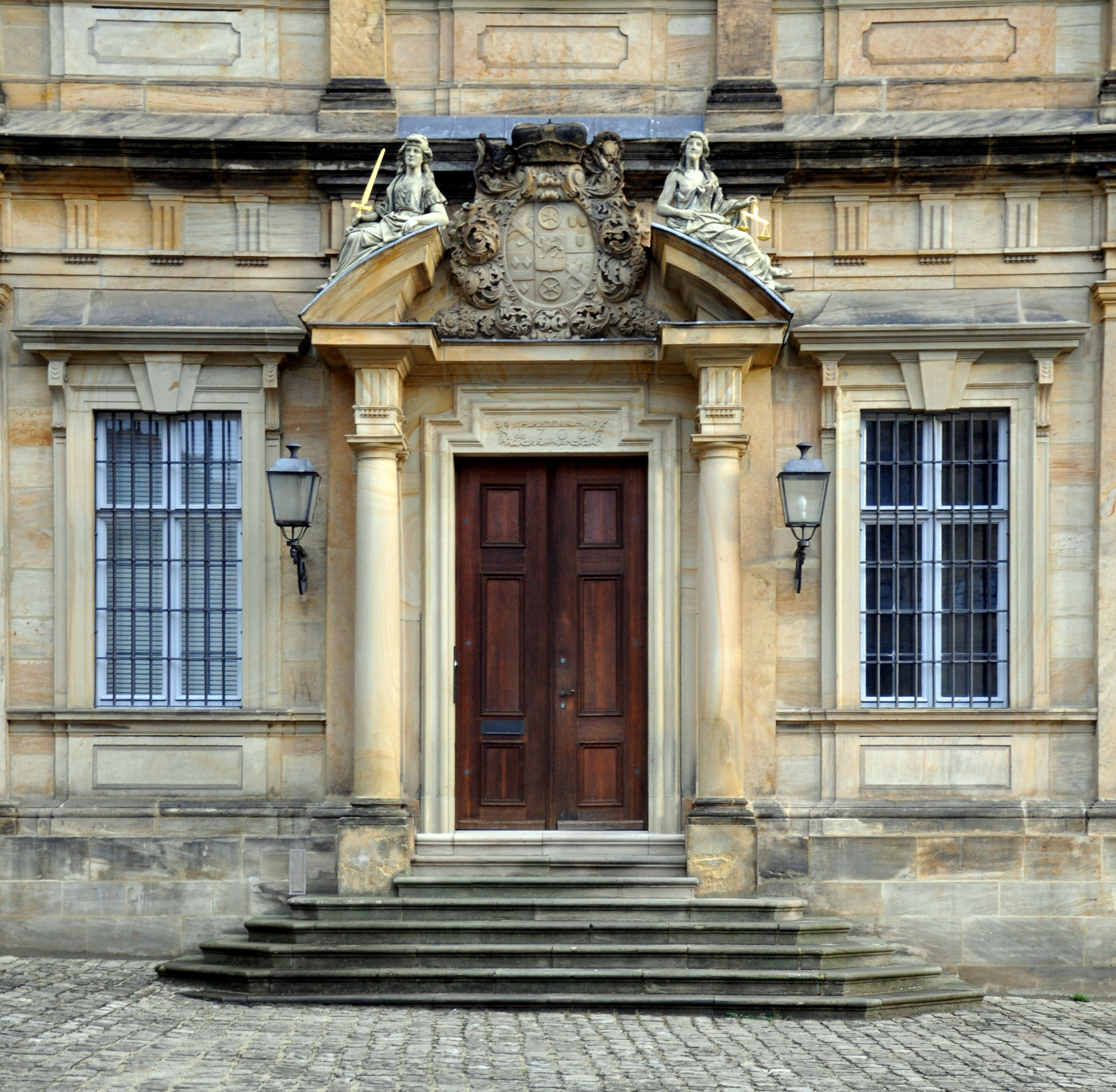
Бічний портал
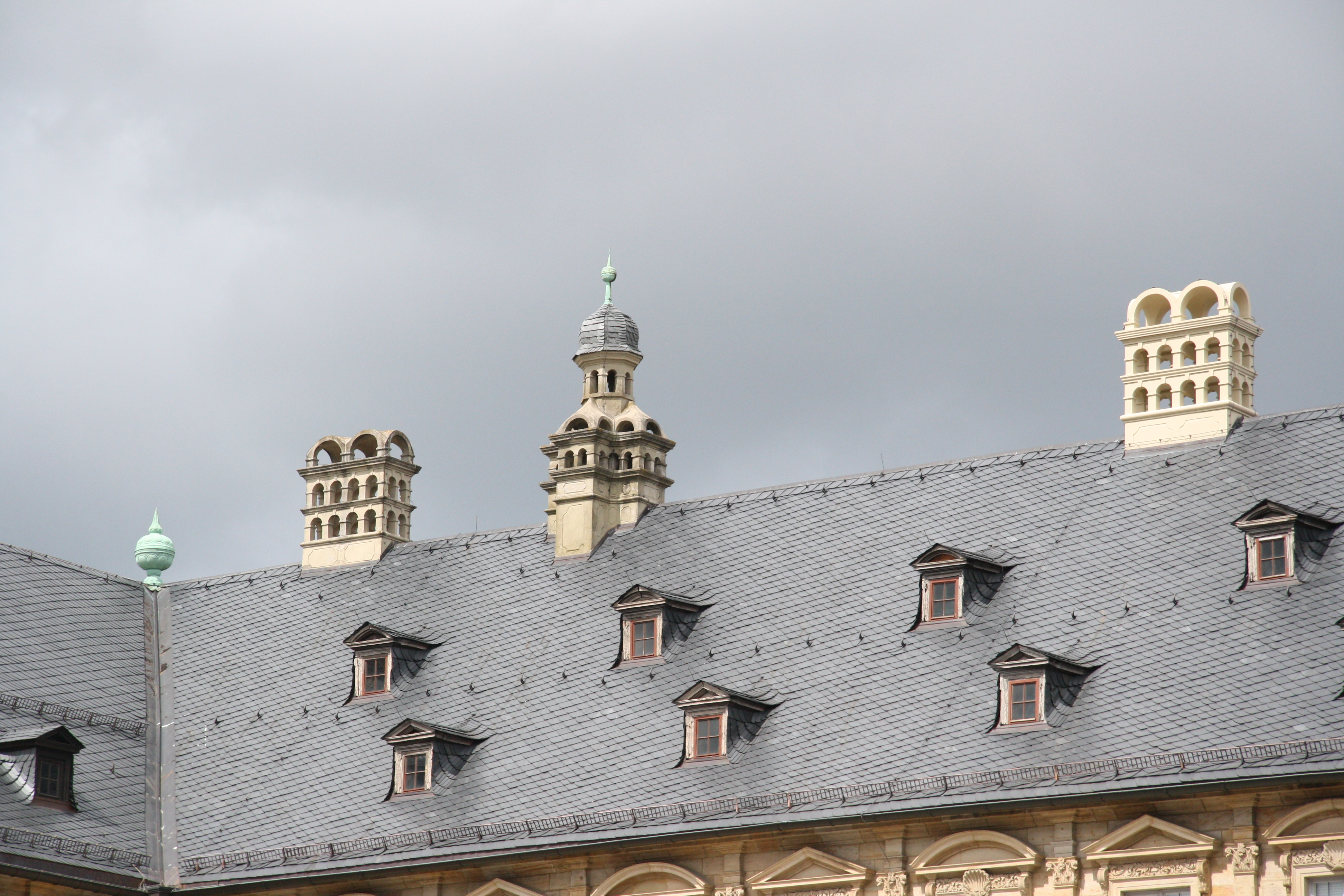
Ефектний дизайн димарів
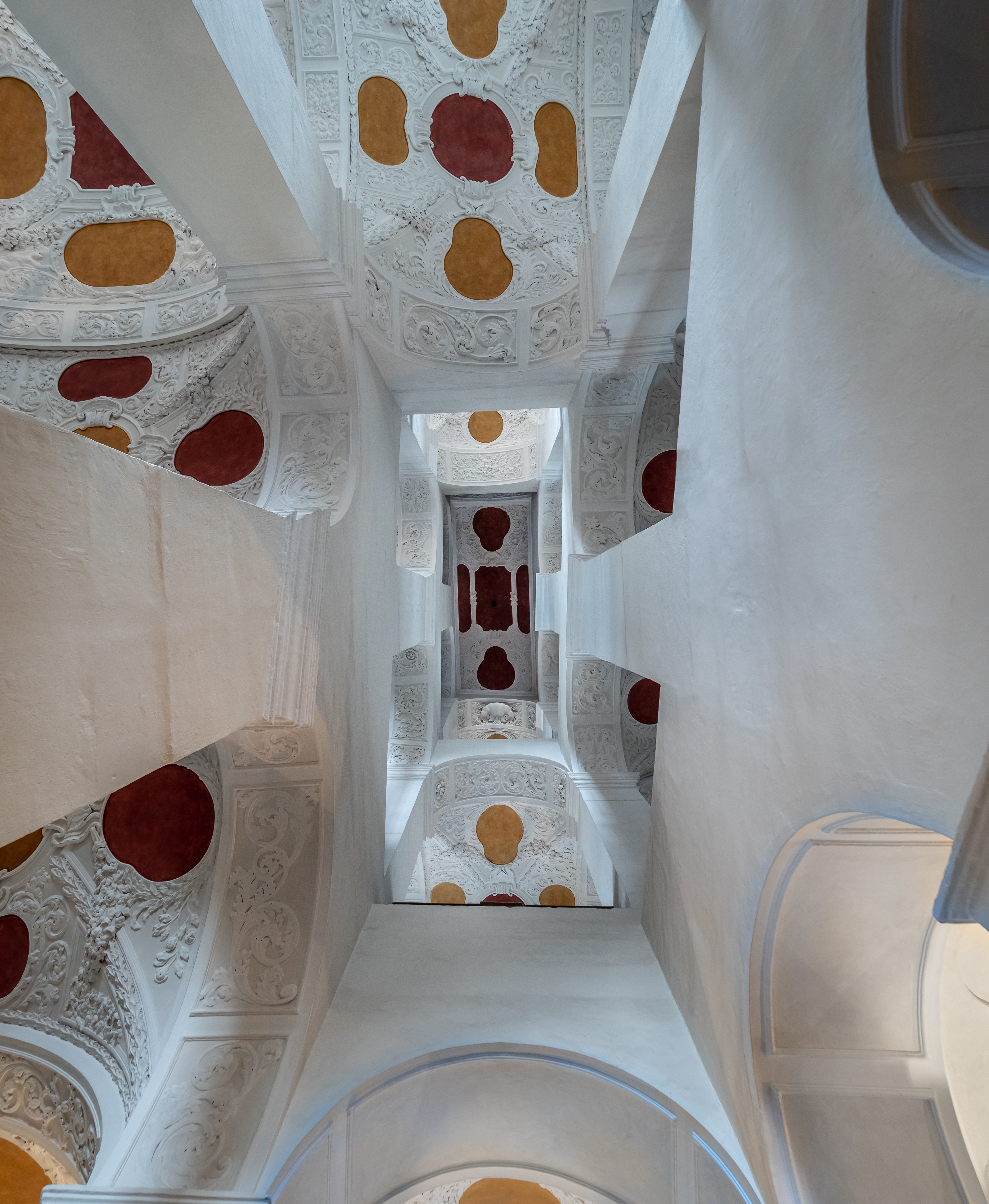
Сходи